# ボッツォレ
ボッツォレ（伊: Bozzole）は、イタリア共和国ピエモンテ州アレッサンドリア県にある、人口約300人の基礎自治体（コムーネ）。

## 地理

### 位置・広がり
| 隣接するコムーネは以下の通り。括弧内のPVはパヴィーア県所属を示す。 - ポマーロ・モンフェッラート - サルティラーナ・ロメッリーナ (PV) - トッレ・ベレッティ・エ・カステッラーロ (PV) - ヴァレンツァ - ヴァルマッカ |

### 地震分類
イタリアの地震リスク階級 (it) では、4 に分類される
。